# Dani Ceballos
Daniel Ceballos Fernández (Utrera, 7 de agosto de 1996) é um futebolista espanhol que atua como meio-campista. Atualmente, joga pelo Real Madrid.

## Carreira
Dani Ceballos começou a carreira no Real Betis em 2014. Hoje é visto como uma grande promessa, havia sido disputado pelo Barcelona mas acabou contratado pelo Real Madrid, durante a janela de 2017-18.

### Real Madrid
No dia 14 de julho de 2017, o Real Madrid anunciou a contratação do Ceballos em um contrato de seis anos até 2023, por um valor de 16,5 milhões de euros.

### Seleção Espanhola
Ceballos foi convocado pela Seleção Espanhola para a disputa dos Jogos Olímpicos de 2020.

## Títulos
Real Betis
- Segunda Divisão Espanhola: 2014–15

Real Madrid
- Supercopa da Espanha: 2017, 2023–24
- Copa do Mundo de Clubes da FIFA: 2017, 2018, 2022
- Liga dos Campeões da UEFA: 2017–18, 2021–22, 2023–24
- Campeonato Espanhol: 2021–22, 2023–24
- Supercopa da UEFA: 2022, 2024
- Copa do Rei: 2022–23
- Copa Intercontinental da FIFA: 2024

Arsenal
- Copa da Inglaterra: 2019–20

Espanha
- Campeonato Europeu Sub-19: 2015
- Campeonato Europeu Sub-21: 2019

### Prêmios individuais
- Equipe do torneio do Campeonato Europeu Sub-19 de 2015[4]
- Melhor jogador do Campeonato Europeu Sub-21 de 2017[5]
- Equipe do torneio do Campeonato Europeu Sub-21: 2017,[6] 2019[7]